# Nicola Jürgensen

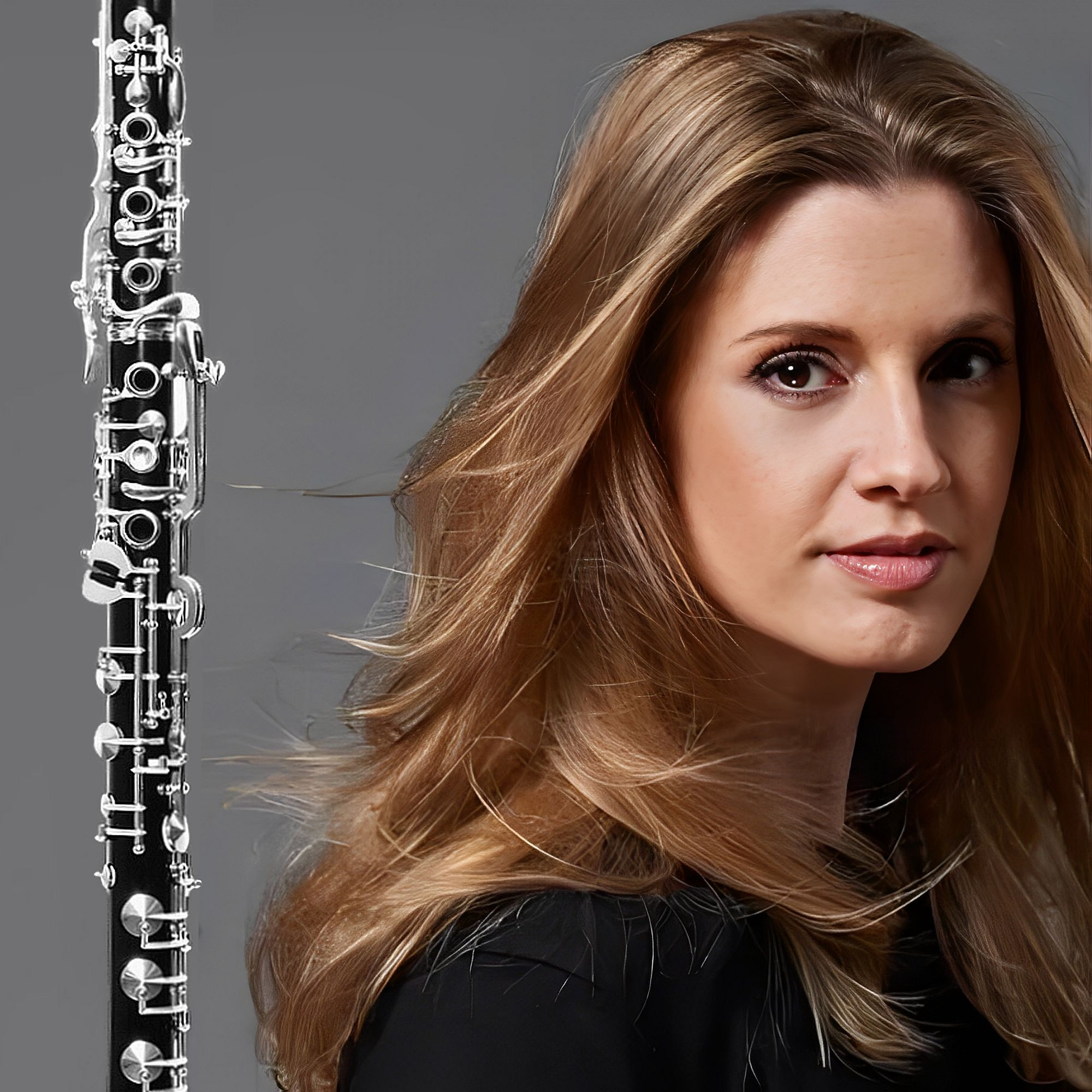
Nicola Jürgensen

Nicola Jürgensen (* 1975 in Bangkok) ist eine deutsche Klarinettistin und Professorin für Klarinette an der Folkwang Universität der Künste in Essen.

## Ausbildung
Jürgensen wurde in Bangkok geboren und wuchs in Hamburg auf. Sie begann mit dem Klavierunterricht im Alter von 5 und dem Klarinettenspiel im Alter von 10 Jahren. Von 1991 bis 1994 war sie im Fach Klarinette Jungstudentin bei Hans Deinzer an der Hochschule für Musik und Theater Hannover und anschließend nach dem Abitur reguläre Studentin. 1996 setzte sie das Klarinettenstudium an der Musikhochschule Lübeck bei Sabine Meyer fort. Sie beendete es 1998 mit dem Solistenexamen.

## Orchestertätigkeit
Im selben Jahr wurde sie Soloklarinettistin der Deutschen Kammerphilharmonie Bremen. Von 2001 bis 2018 war sie in derselben Funktion beim Sinfonieorchester des WDR Köln tätig. In der Zeit war sie aushilfsweise auch Soloklarinettistin bei den Münchner Philharmonikern, dem Symphonieorchester des Bayerischen Rundfunks, dem HR-Sinfonieorchester und den Berliner Philharmonikern.

## Tätigkeit als Solistin
Neben der Tätigkeit im Orchester trat sie auch als Solistin auf.
Als solche spielte sie unter anderem mit der Deutschen Kammerphilharmonie Bremen, dem Beethoven Orchester Bonn, den Hamburger Symphonikern, dem Philharmonischen Orchester Freiburg, dem Rundfunkorchester Berlin, den Orchestern der Staatstheater Braunschweig, Kassel und Saarbrücken, dem Polnischen Kammerorchester, dem Philharmonischen Orchester Freiburg und dem Ensemble Resonanz.
Es folgten Einladungen des Deutschen Symphonie-Orchesters Berlin, des Münchener Kammerorchesters, des MDR Sinfonieorchesters, des Wiener Kammerorchesters sowie des Kammerorchester Carl Philipp Emanuel Bach. Dabei arbeitete sie mit Dirigenten wie Stefan Blunier, Roy Goodman, Reinhard Goebel, Hartmut Haenchen, Christopher Hogwood, Fabio Luisi, Andrea Marcon, Charles Olivieri-Munroe, Christoph Poppen, Peter Rundel, Peter Ruzicka, Otto Tausk und Sebastian Tewinkel zusammen.
2013 war Nicola Jürgensen als Solistin u. a. beim Konzerthausorchester Berlin zu Gast und führte mit dem WDR Sinfonieorchester die „Night Prayers“ für Klarinette, Tonband und Orchester von Giya Kantcheli auf. Des Weiteren debütierte sie beim Lincoln Center Festival New York, beim Wuhan Festival, China, und beim Auckland Philharmonic Orchestra, Neuseeland.
Im Jahr 2008 spielte sie eine Hauptrolle in einer szenischen Produktion von Michaels Reise um die Erde, dem zweiten Akt von Karlheinz Stockhausens Donnerstag aus Licht‚ unter der Regie von Carlus Padrissa/La Fura dels Baus. Jürgensen spielte Eve (Bassetthorn), Marco Blaauw Michael (Trompete), und Peter Rundel dirigierte das Ensemble musikFabrik; die Produktion wurde von der Wiener Taschenoper im Rahmen der Wiener Festwochen uraufgeführt und auf Video aufgenommen. 2013 wurde sie in der Avery Fisher Hall in New York City wiederaufgenommen.
Ferner gastierte Jürgensen u. a. bei den Wiener Festwochen, der Biennale Venedig, dem Warschauer Herbst und dem Festival d`Automne Paris.
In der Saison 2011/2012 spielte si mit dem WDR Sinfonieorchester unter Reinhard Goebel die Wiederuraufführung des lange verschollenen Klarinettenkonzerts von Johann Wilhelm Wilms.
2014 sowie 2015 reiste sie nach Bangkok, wo sie gemeinsam mit ihren thailändischen Partnern sowie dem Goethe-Institut das erste „German Masters Music Festival“ organisierte, welches Konzerte und Meisterkurse umfasste.
2018 debütierte sie beim Korean Chamber Orchestra, Seoul, sowie beim Xiamen Philharmonic Orchestra, China.
In der Saison 2023/2024 führte sie beim Théâtre Orchestre Bienne Solothurn (Schweiz) das Klarinettenkonzert der amerikanischen Komponistin Ellen Taafe Zwillich als Solistin auf.

## Tätigkeit als Kammermusikerin
Nicola Jürgensen ist das kammermusikalische Musizieren ein wichtiges Anliegen. Auf Einladung des Artemis Quartetts führte sie 2001 das Kammerkonzert für Klarinette, Streichquartett und Orchester von Karl Amadeus Hartmann auf. 2002 und 2003 war sie zu Gast bei verschiedenen Kammermusikfestivals, u. a. bei den internationalen Kammermusikfestivals von Lockenhaus und Risør. 2004 gründete sie gemeinsam mit dem Pianisten Matthias Kirschnereit und dem Bratschisten Volker Jacobsen Trio Mirabeau, das sein Debüt im selben Jahr bei den Dresdner Musikfestspielen gab. Im April 2012 erschien beim Label Orfeo International ihre CD „Dans La Nuit“, auf der sie mit ihrem Klavierpartner Matthias Kirschnereit selbst arrangierte französische Kammermusik und Lieder einspielte. 2019 wirkte sie beim Festival „Spannungen“ in Heimbach mit.
Weitere Partner waren u. a. das Mandelring Quartett, das Minguet Quartett, das Klenke Quartett, das Morgenstern-Trio, das Trio Jean Paul sowie die Pianistin Keveli Dörken, der Pianist Markus Becker, der Cellist Gabriel Schwabe und der Hornist Felix Klieser,

## Lehrtätigkeit
Seit 2016 ist Nicola Jürgensen vermehrt auch in der Lehre tätig. Dem Ruf an die Folkwang Universität der Künste Essen folgte sie 2018 und hat dort seither die Professur für Klarinette inne.
Gemeinsam mit ihren Studierenden tritt sie als „Folkwang Clarinets“ in zahlreichen Konzertreihen und bei Festivals auf.
Ihre Studierenden erspielten sich feste Positionen und Akademien in Klangkörpern wie dem Bayerischen Staatsorchester, dem NDR Elbphilharmonie Orchester, den Bochumer Symphonikern, den Essener Philharmonikern und den Bergischen Symphonikern.
Nicola Jürgensen gibt international zahlreiche Meisterkurse. So war sie mehrfach als Holzbläser-Dozentin bei der „Jungen Musiker Stiftung“ Bayreuth tätig, darüber hinaus in den Jahren 2016, 2017 und 2021 bei der „Gustav Mahler Akademie Bozen“ des Mahler Chamber Orchestra, und weiterhin eigenen Meisterkursen bei den „Internationalen Dresdner Meisterkursen“, im „Forum Artium“, der Landesmusikakademie Rheinland Pfalz sowie den Royal Northern College of Music, Manchester.
2019 war Jürgensen Mitglied der Jury des Deutschen Musikpreises im Fach Bläserquintett.
Seit 2020 ist sie auch Dozentin für die Holzbläser des Bundesjugendorchesters (BJO). 2025 war sie erstmals zu Gast als Dozentin bei der Järvi Akademie Pärnu (Estland).
Weiterhin ist Nicola Jürgensen als Orchestermusikerin gefragt und spielt regelmäßig in Orchestern wie dem Mahler Chamber Orchestra, dem NDR Elbphilharmonieorchester und anderen international renommierten Klangkörpern als Soloklarinettistin.

## Diskografie
Für das Label Ars Musici nahm Jürgensen Werke von Berg, Brahms Debussy, Reger und Strawinsky auf. Sie nahm an einer Aufnahme von ‚'Songs and Cycles‘' von Ned Rorem mit der Sopranistin Laura Aikin und dem Pianisten Donald Sulzen teil und spielte den Klarinettenpart in dem 1971 komponierten Zyklus ‚'Ariel‘' mit Gedichten von Sylvia Plath. Ein Rezensent von Gramophone bemerkte: „Nicola Jürgensen liefert ein spektakuläres Klarinettenobligato zu den leicht jazzigen Vertonungen“. 2012 nahm sie mit dem Pianisten Michael Kirschnereit Dans la Nuit auf, eine Sammlung französischer Melodien, die für Klarinette adaptiert wurden, von Komponisten wie Fauré, Poulenc, Saint-Saëns und Massenet. 2020 spielte sie auf Bassettklarinette mit dem Klenke-Quartett das Klarinettenquintett von Mozart ein.
- 2000: Claude Debussy - Première rhapsodie pour clarinette et piano
- 2001: Nicola Jürgensen - Klarinette, Ars Musici - Primavera (Freiburger Musik Forum)[5]
- 2004: Songs and Cycles, gemeinsam mit Ned Rorem, Donald Sulzen und Laura Aiken, ORFEO International
- 2012: Dans La Nuit, ORFEO International
- 2012: Karlheinz Stockhausen - Michaels Reise Um die Erde, WERGO (Note 1 Musikvertrieb)
- 2020: W. A. Mozart, Quintett für Bassettklarinette und Streichquartett A-Dur KV 581, zusammen mit Klenke-Quartett (Naxos)

## Auszeichnungen
- Stipendiatin der Studienstiftung des deutschen Volkes
- Marie-Luise Imbusch-Stiftung
- Possehl-Stiftung Lübeck
- Mozart-Preis der Wiesbadener Mozartgesellschaft[3][5]
- 1999: Preis des Deutschen Musikwettbewerbs der Solisten in Berlin[3][5]
- 2002: Förderpreis Deutschlandfunk beim Bremer Musikfest-Preis[3][5]

## Persönliches
Nicola Jürgensen-Jacobsen lebt in Köln, ist verheiratet mit dem Bratschisten Volker Jacobsen und hat zwei Kinder.